# Pasirlangu (Pakenjeng)
Pasirlangu is een bestuurslaag in het regentschap Garut van de provincie West-Java, Indonesië. Pasirlangu telt 5258 inwoners (volkstelling 2010).